# زويا (رواية)
زويا هي إحدى روايات الروائية الأمريكية دانيال ستيل (بالإنجليزية  Zoya) وهي من الروايات الرومانسية.

## نبذة قصيرة
تدور أحداث الرواية عن إحدى قريبات قيصر روسيا تدعى زويا تهرب إلى باريس بعد الثورة البلشفية وقيام الحرب العالمية الأولى وتواجه صعوبة الحياة إلى ان تلتحق بفرقة الباليه الروسي هناك. وتبتسم لها الحياة من جديد عندما تسافر إلى نيويورك وتبدأ حياة جديدة الا انها بعد فترة تصاب بالاكتئاب وتفقد كل شيء ولا يخرجها من هذه الحالة الا عملها والرجل الذي قابلته من خلال هذا العمل. تبنى حياتها بعد الحرب الثانية مرة أخرى وتكون اسرة تصبح محور اهتمامها كله.